# Arquidiócesis de Verapoly
La arquidiócesis de Verapoly (en latín: Archidioecesis Verapolitana y en inglés: Roman Catholic Archdiocese of Verapoly) es una circunscripción eclesiástica de la Iglesia católica en India. Se trata de una arquidiócesis latina, sede metropolitana de la provincia eclesiástica de Verapoly. Desde el 31 de octubre de 2016 su arzobispo es Joseph Kalathiparambil.

## Territorio y organización

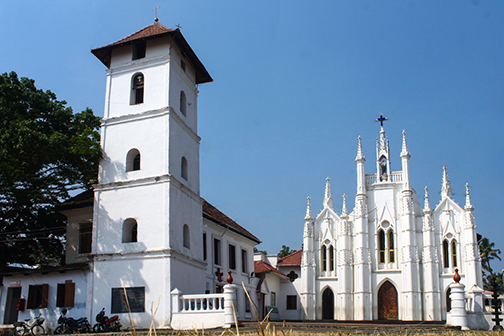
Excatedral de Nuestra Señora del Carmen y San José, en Varappuzha

La arquidiócesis tiene 1500 km² y extiende su jurisdicción sobre los fieles católicos de rito latino residentes en el estado de Kerala en parte de los distritos de Ernakulam y Thrissur.

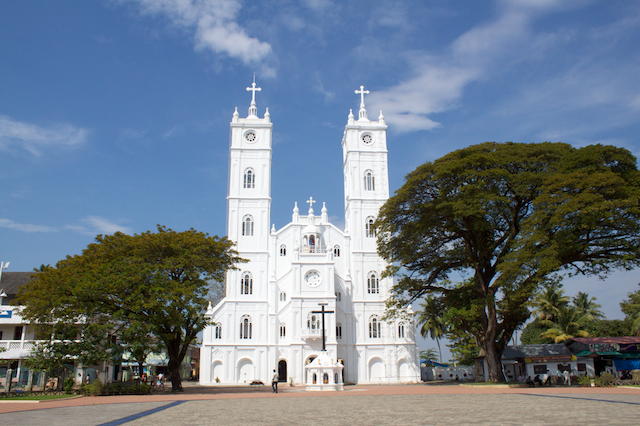
Basílica menor y santuario nacional de Nuestra Señora de la Misericordia, en Vallarpadom

La sede de la arquidiócesis se encuentra en la ciudad de Ernakulam, que es parte del municipio de Kochi (o Cochín), en donde se halla la Catedral de San Francisco de Asís. En Varappuzha (nombre actual de Verapoly), se encuentra la basílica menor y antigua catedral dedicada a Nuestra Señora del Carmen y San José. En Vallarpadom, en el municipio de Kochi, se encuentra la basílica menor y santuario nacional de Nuestra Señora de la Misericordia.
La arquidiócesis tiene como sufragáneas a las diócesis de: Cochín, Kottapuram y Vijayapuram.
En 2022 en la arquidiócesis existían 183 parroquias.

## Historia
El vicariato apostólico de Malabar fue erigido el 3 de diciembre de 1659, obteniendo el territorio de la diócesis de Cochín.
El primer vicario apostólico fue el carmelita descalzo Giuseppe Maria Sebastiani, quien en 1663, tras la derrota de los portugueses ante los holandeses, tuvo que abandonar la misión y regresar a Europa. Antes de partir, el 31 de enero de 1663 consagró obispo al indio Chandy Parambil (llamado Alejandro de Campo por los europeos) y le confió el gobierno del vicariato.
El 13 de marzo de 1709 tomó el nombre de vicariato apostólico de Verapoly.
Después de mediados del siglo XVIII el obispo Florencjusz od Jezusa Nazareńskiego estableció el seminario diocesano.
El 24 de abril de 1838 incorporó el territorio de la arquidiócesis de Cranganor y el de la diócesis de Cochín, que fueron suprimidas mediante el breve Multa praeclare del papa Gregorio XVI, quien de manera drástica decidió limitar los derechos del Padroado portugués.
El 10 de abril de 1840 todos los fieles del rito siro-malabar, anteriormente dependientes de los arzobispos de Cranganor, fueron sometidos a la autoridad del obispo de Verapoly, que desde ese momento el vicario apostólico llevó el título de arzobispo mediante el breve Apostolatus officium del papa Gregorio XVI.
El 12 de marzo de 1845 se estableció el provicariato de Mangalore, dependiente de los vicarios apostólicos de Verapoly.
El 15 de marzo de 1853 cedió partes de su territorio para la erección de los vicariatos apostólicos de Mangalore y de Quilon (hoy diócesis de Mangalore y de Quilon) mediante el breve Ex debito del papa Pío IX. Esta decisión hizo definitiva una división del vicariato apostólico de Verapoly que, de facto, ya existía desde 1845.
El 1 de septiembre de 1886, en virtud de la bula Humanae salutis del papa León XIII, el vicariato apostólico cedió otra porción de territorio para que se restableciera la diócesis de Cochín y al mismo tiempo fue elevado al rango de arquidiócesis metropolitana. El 7 de junio del año siguiente, con el breve Post initam, se constituyó la provincia eclesiástica de Verapoly, que incluía como sufragánea la diócesis de Quilon.
Posteriormente cedió nuevas porciones de territorio en varias ocasiones para la erección de nuevas circunscripciones eclesiásticas:
- los vicariatos apostólicos de Kottayam (suprimido en 1896) y de Trichur (hoy archieparquía de Trichur) el 20 de mayo de 1887 mediante el breve Quod iam pridem del papa León XIII,[7] con los que la arquidiócesis perdió su jurisdicción sobre los fieles del rito siro-malabar;
- la diócesis de Vijayapuram el 14 de julio de 1930 mediante la bula Ad Christi nomen del papa Pío XI;[8]
- la diócesis de Kottapuram el 3 de julio de 1987 mediante la bula Quo aptius del papa Juan Pablo II.[9]

En diciembre de 1904 la sede arzobispal fue transferida de Verapoly (hoy llamada Varappuzha) a Ernakulam y la iglesia de San Francisco de Asís de Ernakulam se convirtió en la procatedral de la arquidiócesis; fue declarada catedral en 1934.
El 12 de abril de 2025 perdió las diócesis sufragáneas de Kannur, Sultanpet y Calicut al ser elevada esta última al rango de sede metropolitana por el papa Francisco.

## Estadísticas
Según el Anuario Pontificio 2023 la arquidiócesis tenía a fines de 2022 un total de 364 374 fieles bautizados.
| Año                                                                             | Población            | Población | Población      | Sacerdotes | Sacerdotes    | Sacerdotes    | Bautizados por sacerdote | Diáconos permanentes | Religiosos | Religiosos | Parroquias |
| Año                                                                             | Bautizados católicos | Total     | % de católicos | Total      | Clero secular | Clero regular | Bautizados por sacerdote | Diáconos permanentes | Varones    | Mujeres    | Parroquias |
| ------------------------------------------------------------------------------- | -------------------- | --------- | -------------- | ---------- | ------------- | ------------- | ------------------------ | -------------------- | ---------- | ---------- | ---------- |
| 1950                                                                            | 129 716              | 1 591 534 | 8.2            | 141        | 89            | 52            | 919                      |                      | 87         | 286        | 45         |
| 1970                                                                            | 648 432              | 2 500 000 | 25.9           | 183        | 108           | 75            | 3543                     |                      | 113        | 559        | 53         |
| 1980                                                                            | 252 944              | 4 488 000 | 5.6            | 194        | 116           | 78            | 1303                     |                      | 202        | 736        | 69         |
| 1990                                                                            | 24 754               | 2 293 575 | 1.1            | 170        | 106           | 64            | 145                      |                      | 148        | 721        | 102        |
| 1999                                                                            | 252 558              | 2 490 145 | 10.1           | 303        | 185           | 118           | 833                      |                      | 268        | 882        | 132        |
| 2000                                                                            | 266 060              | 2 539 948 | 10.5           | 325        | 192           | 133           | 818                      |                      | 259        | 900        | 134        |
| 2001                                                                            | 256 353              | 2 590 747 | 9.9            | 326        | 192           | 134           | 786                      |                      | 340        | 923        | 139        |
| 2002                                                                            | 262 284              | 2 642 562 | 9.9            | 356        | 212           | 144           | 736                      |                      | 361        | 923        | 142        |
| 2003                                                                            | 269 593              | 2 695 413 | 10.0           | 351        | 204           | 147           | 768                      |                      | 463        | 951        | 143        |
| 2004                                                                            | 269 946              | 2 749 321 | 9.8            | 355        | 208           | 147           | 760                      |                      | 469        | 950        | 143        |
| 2010                                                                            | 315 767              | 3 193 096 | 9.9            | 326        | 157           | 169           | 968                      |                      | 491        | 1075       | 158        |
| 2014                                                                            | 321 553              | 3 353 820 | 9.6            | 376        | 179           | 197           | 855                      |                      | 313        | 1113       | 164        |
| 2017                                                                            | 348 465              | 3 534 985 | 9.9            | 330        | 184           | 146           | 1055                     |                      | 209        | 1120       | 180        |
| 2020                                                                            | 356 444              | 3 829 981 | 9.3            | 363        | 199           | 164           | 981                      |                      | 248        | 1238       | 191        |
| 2022                                                                            | 364 374              | 3 869 390 | 9.4            | 372        | 200           | 172           | 979                      |                      | 245        | 1323       | 183        |
| Fuente: Catholic-Hierarchy, que a su vez toma los datos del Anuario Pontificio. |                      |           |                |            |               |               |                          |                      |            |            |            |

## Episcopologio
- Giuseppe Maria Sebastiani, O.C.D. † (14 de diciembre de 1659-22 de agosto de 1667 nombrado obispo de Bisignano)
- Alexander de Campo (Chandy Parambil) † (1667 por sucesión-1676 falleció)
- Thomas de Castro † (1676 por sucesión-16 de julio de 1684 falleció)
- Rafael de Figueredo Salgado † (16 de julio de 1684 por sucesión-12 de octubre de 1695 falleció)
  - Sede vacante (1695-1700)
- Angelo Francesco di Santa Teresa Vigliotti, O.C.D.[13] † (20 de febrero de 1700-16 de octubre de 1712 falleció)
- Giovanni Battista Maria di Santa Teresa Multedi, O.C.D. † (31 de enero de 1714-6 de abril de 1750 falleció)
- Mikołaj (Florencjusz od Jezusa Nazareńskiego) Szostak, O.C.D. † (6 de abril de 1750 por sucesión-26 de julio de 1773 falleció)
- Eustach (Franz Sales von der schmerzhaften Mutter) Federl, O.C.D.[14] † (27 de julio de 1774-antes del 23 de diciembre de 1780 renunció)
  - Giuseppe Antonio (Giovanni Maria di San Tommaso) Albertini, O.C.D. † (23 de diciembre de 1780-? renunció) (obispo electo)
- Luigi (Luigi Maria di Gesù) Pianazzi, O.C.D. † (30 de marzo de 1784-2 de abril de 1802 falleció)
- Paolo Antonio (Raimondo di San Giuseppe) Boriglia, O.C.D.[15][16] † (6 de marzo de 1803-18 de agosto de 1815 renunció)
  - Sede vacante (1815-1818)
- Miles Prendergast, O.Carm. † (18 de septiembre de 1818-5 de mayo de 1827 renunció)[17]
- Maurelio (Maurelio di Santa Teresa) Stabellini, O.C.D. † (26 de mayo de 1827[18]-1831 renunció)
- Raffaello (Francesco Saverio di Sant'Anna) Pescetto, O.C.D. † (8 de marzo de 1831-7 de diciembre de 1844 falleció)
- Tiburtio Marcellino (Ludovico di Santa Teresa) Martini, O.C.D. † (7 de diciembre de 1844 por sucesión-10 de noviembre de 1855 renunció[19])
- Giuseppe (Bernardino di Santa Teresa) Baccinelli, O.C.D. † (10 de noviembre de 1855 por sucesión-5 de septiembre de 1868 falleció)
- Giuseppe Antonio (Leonardo di San Luigi) Mellano, O.C.D. † (5 de septiembre de 1868 por sucesión-19 de agosto de 1897 falleció)
- Felipe (Bernardo de Jesús) Arginzonis y Astobiza, O.C.D. † (19 de agosto de 1897 por sucesión-18 de diciembre de 1918 renunció[nota 2])
- Ángel María Pérez y Cecilia, O.C.D. † (18 de diciembre de 1918 por sucesión-12 de noviembre de 1934 renunció[nota 3])
- Joseph Attipetty † (15 de noviembre de 1934 por sucesión-21 de enero de 1970 falleció)
- Joseph Kelanthara † (16 de enero de 1971-19 de octubre de 1986 falleció)
- Cornelius Elanjikal † (26 de enero de 1987-14 de junio de 1996 retirado)
- Daniel Acharuparambil, O.C.D. † (14 de junio de 1996-26 de octubre de 2009 falleció)
- Francis Kallarakal (20 de febrero de 2010-31 de octubre de 2016 retirado)
- Joseph Kalathiparambil, desde el 31 de octubre de 2016